# Heinrich Bleichrodt
Heinrich Ajax Bleichrodt (21 de outubro de 1909 - 9 de janeiro de 1977) foi um oficial da Kriegsmarine que atuou durante a Segunda Guerra Mundial.

## História
Bleichrodt iniciou a sua carreira militar na força de U-Boots no mês de Outubro de 1939 após passar um tempo de treinamentos no navios Gorch Fock e no Admiral Hipper. Após passar pelo treinamentos básico, teve como o seu primeiro submarino o U-8. Completou a sua primeira patrulha nos meses de Junho-Julho de 1940 com o U-34 estando sob comando do Kapitänleutnant Wilhelm Rollmann.
No mês de Agosto de 1940, Bleichrodt assumiu o comando do U-48, realizando a sua primeira patrulha no dia 8 de Setembro de 1940, tendo afundado nesta sua primeira patrulha de guerra um total de 8 navios mercantes inimigos.
Na sua segunda patrulha de guerra, Bleichrodt conseguiu fazer outro grande sucesso, tendo afundado um total de 7 navios inimigos, totalizando 43,106 toneladas.
Três dias após retornar de sua patrulha, Bleichrot recebeu uma mensagem de radio em que ele chamado para se condecorado com a Cruz de Cavaleiro da Cruz de Ferro. Num primeiro instante ele recusou receber tal condecoração, aceitando somente se o Oberleutnant z. S. Teddy Suhren recebesse ela também, já que Suhren participado de todos as ações que afundaram os navios inimigos na missões anteriores.
Bleichrodt deixou o U-48 no Outono de 1940 e no mês de Janeiro de 1941 comissionou o U-67, com o qual não realizou nenhuma patrulha de guerra. Após um tempo no U-Boot, deixou o seu comando e assumiu o comando do U-109 no mês de Junho de 1941. Nas seis patrulhas seguintes que viria a realizar com este U-Boot, Bleichrodt afundou 13 embarcações inimigas, totalizando 80 000 toneladas sendo condecorado por isto com as Folhas de Carvalho da Cruz de Cavaleiro. Passou por 5 meses no 27. Unterseebootsflottille e após serviu na 2ª ULD (Divisão de Treinamentos de U-Boots) como instrutor tático para os novos oficiais.
No mês de Julho de 1944 assumiu o comando da 22. Unterseebootsflottille, permanecendo neste cargo até o final da Segunda Guerra Mundial.

## Carreira militar

### Patentes
| 26 de Janeiro de 1933 | Offiziersanwärter    |
| 1 de Abril de 1933    | Fähnrich zur See     |
| 1 de Janeiro de 1935  | Oberfähnrich zur See |
| 1 de Abril de 1935    | Leutnant zur See     |
| 1 de Janeiro de 1937  | Oberleutnant zur See |
| 1 de Outubro de 1939  | Kapitänleutnant      |
| 1 de Novembro de 1943 | Korvettenkapitän     |

### Condecorações
| 25 Jul 1940 | Cruz de Ferro 2ª Classe                                                               |
| 24 Set 1940 | Badge de Guerra dos U-Boot 1939                                                       |
| 25 Set 1940 | Cruz de Ferro 1ª Classe                                                               |
| 24 Out 1940 | Cruz de Cavaleiro da Cruz de Ferro                                                    |
| 1 Nov 1941  | Italieniches Kriegskreuz mit Schwertern "Croce di Guerra Italiana al Valore Militare" |
| 23 Set 1942 | Cruz de Cavaleiro da Cruz de Ferro com Folhas de Carvalho                             |
| Out 1942    | Badge de Guerra dos U-Boot com Diamantes                                              |
| 1 Jan 1945  | Cruz do Mérito de Guerra de 2ª Classe com Espadas                                     |

### Patrulhas
|       | U-Boot | Partida     | Partida | Chegada     | Chegada     | Dias     | Toneladas |
| ----- | ------ | ----------- | ------- | ----------- | ----------- | -------- | --------- |
| 1     | U-48   | 8 Set 1940  | Lorient | 25 Set 1940 | Lorient     | 18 dias  | 39,554    |
|       | U-48   | 5 Out 1940  | Lorient | 27 Out 1940 | Kiel        | 23 dias  | 43,106    |
| 3     | U-109  | 28 Jun 1941 | Lorient | 17 Ago 1941 | Lorient     | 51 dias  |           |
| 4     | U-109  | 21 Set 1941 | Lorient | 22 Set 1941 | Lorient     | 2 dias   |           |
| 5     | U-109  | 5 Out 1941  | Lorient | 18 Nov 1941 | Lorient     | 45 dias  |           |
| 6     | U-109  | 27 Dez 1941 | Lorient | 23 Fev 1942 | Lorient     | 59 dias  | 27,651    |
| 7     | U-109  | 25 Mar 1942 | Lorient | 3 Jun 1942  | Lorient     | 71 dias  | 18,092    |
| 8     | U-109  | 18 Jul 1942 | Lorient | 6 Out 1942  | Lorient     | 81 dias  | 35,601    |
| 9     | U-109  | 28 Nov 1942 | Lorient | 23 Jan 1943 | St. Nazaire | 57 dias  |           |
| Total | Total  | Total       | Total   | Total       | Total       | 405 dias | 164 004 t |

### Navios afundados
Durante o tempo em que esteve em ação, afundou um total de 164004 toneladas.
- 24 navios afundados num total de 151,260 GRT
- 1 navio de guerra fundado num total de 1,060 toneladas
- 2 navios danificados num total de 11,684 GRT

| Data        | U-Boot | Nome da Embarcação     | Toneladas | Nacionalidade |        |
| ----------- | ------ | ---------------------- | --------- | ------------- | ------ |
| 15 Set 1940 | U-48   | Alexandros             | 4,343     | grego         | SC-3   |
| 15 Set 1940 | U-48   | Empire Volunteer       | 5,319     | britânico     | SC-3   |
| 15 Set 1940 | U-48   | HMS Dundee (L 84)      | 1,060     | britânico     | SC-3   |
| 18 Set 1940 | U-48   | City of Benares        | 11,081    | britânico     | OB-213 |
| 18 Set 1940 | U-48   | Magdalena              | 3,118     | britânico     | SC-3   |
| 18 Set 1940 | U-48   | Marina                 | 5,088     | britânico     | OB-213 |
| 21 Set 1940 | U-48   | Blairangus             | 4,409     | britânico     | HX-72  |
| 21 Set 1940 | U-48   | Broompark (danificado) | 5,136     | britânico     | HX-72  |
| 11 Out 1940 | U-48   | Brandanger             | 4,624     | norueguês     | HX-77  |
| 11 Out 1940 | U-48   | Port Gisborne          | 8,390     | britânico     | HX-77  |
| 12 Out 1940 | U-48   | Davanger               | 7,102     | norueguês     | HX-77  |
| 17 Out 1940 | U-48   | Languedoc              | 9,512     | britânico     | SC-7   |
| 17 Out 1940 | U-48   | Scoresby               | 3,843     | britânico     | SC-7   |
| 18 Out 1940 | U-48   | Sandsend               | 3,612     | britânico     | OB-228 |
| 20 Out 1940 | U-48   | Shirak                 | 6,023     | britânico     | HX-79  |
| 23 Jan 1942 | U-109  | Thirlby                | 4,887     | britânico     | SC-66  |
| 1 Fev 1942  | U-109  | Tacoma Star            | 7,924     | britânico     |        |
| 5 Fev 1942  | U-109  | Montrolite             | 11,309    | canadense     |        |
| 6 Fev 1942  | U-109  | Halcyon                | 3,531     | panamenho     |        |
| 20 Abr 1942 | U-109  | Harpagon               | 5,719     | britânico     |        |
| 1 Mai 1942  | U-109  | La Paz (danificado)    | 6,548     | britânico     |        |
| 3 Mai 1942  | U-109  | Laertes                | 5,825     | holandês      |        |
| 7 Ago 1942  | U-109  | Arthur W. Sewall       | 6,030     | norueguês     |        |
| 11 Ago 1942 | U-109  | Vimeira                | 5,728     | britânico     |        |
| 3 Set 1942  | U-109  | Ocean Might            | 7,173     | britânico     | OS-37  |
| 6 Set 1942  | U-109  | Tuscan Star            | 11,449    | britânico     |        |
| 17 Set 1942 | U-109  | Peterton               | 5,221     | britânico     | OG-80  |
| Total       | Total  | Total                  | 164 004   |               |        |